# Yaraví
Le yaraví (du quechua Harawi ou Yarawek, « chant [d'amour] triste ») est une forme musicale issue des Quechuas du Pérou. À l'origine, le yaraví est un « chant d'amour » en quechua, un chant traditionnel proche d'une complainte mélancolique. On relève l'existence du Yaraví dès la période Inca et il est mentionné à partir de 1862 par des voyageurs érudits, Antonio Pereyra y Ruiz et Matéo Paz Soldan. Il était chanté pour accompagner une sorte de ronde appelée cachua mais il n'est plus dansé. On le retrouve sur tout l'arc andin depuis l'Argentine jusqu'en Équateur en passant par la Bolivie, .
Ce genre a été interprété pour transmettre des sentiments et des concepts religieux, romantiques ou épiques. Il est actuellement menacé d'extinction et sa performance a accepté la diversité des instruments de musique indigènes ou importés.
Les mélodies et les rythmes de l'époque précédant la Conquête étaient interdits par les Espagnols ; cela a été le cas du yaraví. Outre la volonté de négation de cet élément de la culture locale, la mélancolie de cette musique poussant certains indigènes au suicide a conduit l'Église catholique à l'interdire.
La forme principale est le yaraví d'Arequipa au Pérou, Yaravi arequipeño . Il y est rattaché historiquement  à un groupe social métis qui émerge de la période d'esclavagisme, les Lonccos.
Cette forme musicale y a été employée par un poète péruvien révolutionnaire du nom de Mariano Melgar (es) (1791-1815), intellectuel d'origine indigène pour mettre en musique ses propres vers en les adaptant aux mélodies populaires. Il modifie la structure initiale la faisant aboutir à la forme actuelle de quatrains octosyllabiques, entrecoupés de vers courts pentasyllabiques.
Le poète français Valery Larbaud a intitulé l'un de ses poèmes Yaraví.
D'autres formes existent dont le Yaraví Trigueña, mais surtout les Yaravies ayacuchanos, de la région d'Ayacucho, où les thème sont parfois parfois associés à des retables.
Ici et ailleurs, d'autres Européens à la conquête du Nouveau Monde ont adapté cette musique populaire avec des paroles de l'Évangile, toujours en lien avec ces retables, afin de christianiser les autochtones, la plainte du yaravi se prêtant particulièrement à la forme de la prière.
Le style du yaravi se reconnaît à plusieurs aspects : variations du rythme en fin de phrase (ralentissement de la voix), traitement particulier de la guitare (en particulier pour le yaravi équatorien : guitare rythmique et guitare mélodique sautillante qui se retrouve dans le pasillo et autres styles équatoriens), la tonalité descendante et les voix suspendues en fin de phrase. Certains de ces aspects se retrouvent aussi dans la cueca chilienne mais sont absents de la cueca argentine. Enfin, guitares et voix alternent parfois comme dans les repentistas cubaines, mais sans changement de rythme. Traditionnellement, héritage quechua, c'est une musique pentatonique, toujours en tonalité mineure.
La forme du yaravi originel est parfois utilisée en introduction d'un morceau, principalement à la quena, l'instrument du yaravi originel, Les instruments à cordes ne sont apparus qu'après l'arrivée des colonisateurs. Le musicien fait alors « pleurer » son instrument et donne ainsi une tonalité triste et prenante, comme l'introduction d'El condor pasa dans ses versions originales sud-américaines, celle du Gloria de la Misa Criolla d'Ariel Ramirez (Yaravi / carnavalito), au charango.
Le rythme de la loa est né du yaraví lorsqu'il était utilisé par les missionnaires espagnols à des fins d'évangélisation. Le loa est une expression poétique et musicale qui ne survit actuellement que dans les chants. Les jours précédant la fête de la Vierge de Guadalupe, il est chanté dans la ville de Sucre.

## Interprètes
- Les frères Delgado, Izaac, Hermenegildo, Jorge et Juan de Dios (CD Colophon Records, février 2000)
- Le duo Benítez-Valencia (Équateur)
- Arsenio Aguirre
- Los Hermanos Azpilcueta
- Atahualpa Yupanqui - Nieve Viento y Sol (yaravi peruano)
- Los Fronterizos 1967 Gloria Misa Criolla (Yaravi-Carnavalito)